# O'Hanlons Helden
O'Hanlons Helden is een televisieprogramma geregisseerd door Maaik Krijgsman en Roel van Broekhoven voor de VPRO waarin Redmond O'Hanlon in acht afleveringen op zoek gaat naar ontdekkingsreizigers uit de negentiende eeuw en hen nareist.
Op 9 mei 2012 won het programma de Zilveren Nipkowschijf voor het beste televisieprogramma van het jaar.
Op 1 december 2013 ging een tweede reeks van acht afleveringen van O'Hanlons Helden van start. In de eerste twee uitzendingen van deze reeks stond de Nederlandse ontdekkingsreizigster en fotografe Alexine Tinne centraal.

## Afleveringen
In totaal zijn er 16 afleveringen gemaakt, verdeeld over twee seizoenen. Ook zijn ze op dvd beschikbaar.

### Seizoen 1
Afl. 1 - Vertrek uit "Pelican House"

Afl. 2 - Op zoek naar kannibalen

Afl. 3 - Op zoek naar King Kong

Afl. 4 - De bottenoorlog

Afl. 5 - The sky & the limit

Afl. 6 - De vader van Stalin

Afl. 7 - Het land achter de heuvel

Afl. 8 - Op zoek naar een verdwenen stad

### Seizoen 2
Afl. 1 - Haagsche dames in Afrika (deel 1)

Afl. 2 - Haagsche dames in Afrika (deel 2)

Afl. 3 - De rubberdief

Afl. 4 - Working class heroes

Afl. 5 - De Karachi papers

Afl. 6 - Schipbreuk en scheurbuik

Afl. 7 - De koppensneller van Genua (deel 1)

Afl. 8 - De koppensneller van Genua (deel 2)